# Théodore Laurent
Pour les articles homonymes, voir Laurent (patronyme).
François Arthur Théodore Laurent, né le 18 décembre 1863 à Saint-Jean-d'Angély et mort le 21 août 1953, est un industriel français.

## Biographie
Ancien élève de l’École polytechnique (promotion 1883, sorti classé 10 sur 222 élèves, 5e des 5 élèves pris dans le corps des mines), et de l’École des mines de Paris (sorti classé 5). Corps des mines.
Né le 18 décembre 1863 à Saint-Jean-d'Angély, mort le 21 août 1953, il est le fils d'Aimé Laurent, banquier à Saint-Jean-d'Angély, et d'Anne Valleau. Il épouse Élisabeth Marie Hallé et est inhumé à Bonnelles (Yvelines). 
Père de Jacques Aimé Félix (X 1911 - 1891-1983, Pdt de DAVUM, Forges de Dilling), de Daniel François Jean (X 1913, corps génie maritime, Pdt de Rédange-Dilling, de la Sté Delattre-Frouard) et de Pierre (médecin). 
Son quatrième fils, Jean Laurent, engagé volontaire, meurt le 23 mai 1917 à 20 ans ; il venait de recevoir la Légion d'honneur.
Il se consacre d'abord aux chemins de fer (Compagnie du Midi, puis de la Compagnie du chemin de fer de Paris à Orléans). En 1908, il commence sa carrière de sidérurgiste, comme directeur adjoint des Forges et aciéries de la Marine et d'Homécourt, puis devient directeur en 1911. Pendant la Première Guerre mondiale, il fait de Saint-Chamond l'un des arsenaux les plus importants du pays. Il participe après la guerre au renouveau de la sidérurgie, et devient PDG de l'entreprise en 1927. Il laisse une puissante empreinte dans l'industrie en adaptant sans cesse les entreprises aux conditions nouvelles. Promoteur de concentrations industrielles, dont en partie Sidelor (1950), il réalise le grand ensemble métallurgique de la Loire. 
Il était vice-président du Comité des forges.
Il meurt le 21 août 1953. 

## Distinctions
Il est grand officier de la Légion d'honneur.